# MBC 뉴스투데이
《MBC 뉴스투데이》(영어: MBC NEWS TODAY)는 MBC TV에서 매주 월요일부터 토요일 오전 6시에 방송 중인 아침 종합 뉴스 프로그램이다.

## 프로그램 소개
단순 뉴스를 넘어서는 MBC의 아침 종합 뉴스 프로그램

## 개요
- 본래 《MBC 뉴스투데이》라는 타이틀의 아침 뉴스 프로그램은 2002년 4월 1일부터 현행 프로그램 외에도 1995년 4월 17일 봄 개편부터 2002년 3월 31일 가을 개편까지 손석희 前 아나운서, 최율미 아나운서가 진행을 맡아서 방송한 적이 있었다.
- 방송 중간 앵커 측면에서 물방울이 떨어지며 아날로그(시침 / 분침) 형식의 시계가 나타나는 CG 영상이 나타났다. 영상과 동시에 실로폰음, '00시 00분입니다.'라는 고지 멘트가 같이 나왔었다.
- 《MBC 뉴스투데이》는 2000년 10월 30일부터 방송했던 《MBC 아침뉴스》에서 타이틀만 변경하여 2002년 4월 1일부터 프로그램 제목을 《MBC 뉴스투데이》로 변경하면서 현재까지 이어지고 있다.
- 《MBC 아침뉴스》에서 《MBC 뉴스투데이》로 프로그램 제목만 바뀌었기 때문에 진행자, 오프닝 시그널은 전혀 변동 없었으며 앵커가 몇 번 바뀌었다. 2002년 4월 1일부터는 아침뉴스 시절부터 사용하던 뉴스 시그널까지 바뀌어 오프닝은 2012년 6월 23일까지 사용했고 클로징은 2012년 7월 2일까지 8년 3개월 동안 시그널을 유지했다. 그 후 사장조 시그널을 2012년 6월 25일부터 1주 동안 오프닝에 사용했다가 마장조 서양식 시그널을 2012년 7월 3일부터 2014년 8월 26일까지 2년 1개월 동안 오프닝, 2부 클로징(1부 클로징은 라단조 시그널 사용)에 함께 사용됐으며, 1부 클로징 시그널은 2020년 6월 26일까지, 2부 클로징 시그널은 2020년 6월 27일까지 8년 동안 사용됐다. 이후 2014년 8월 27일부터 마장조 동양식 시그널을 오프닝에 사용해 2017년 9월 27일까지 3년 1개월 동안 사용했고, 2017년 12월 26일부터 마장조 서양식 리메이크 시그널을 OP에 사용해 2020년 6월 27일까지 2년 6개월 동안 사용하고 2020년 6월 29일부터 파헬벨 캐논 변주곡을 락으로 활용한 시그널을 오프닝에 사용하고 있고 가단조 테크노 시그널을 클로징에 사용하고 있다. 2020년 6월 26일까지 사용했던 1부 클로징 시그널은 2015년 1월 2일부터 《KBS 뉴스 7》 중간 오프닝 음악으로 사용 중이다.
- 2017년 4월 15일부터 주말에만 수화 방송을 개시하였으며 MBC 파업으로 인해 2017년 9월 23일 주말 수화 방송이 중단되었다가 2017년 12월 30일부터 주말 수화 방송이 재개되었으며 2019년 7월 13일 주말 수어 방송이 폐지되었다.

## 방송 시간
- 현재 방송 시간 중 평일은 2006년 5월 1일부터 기준으로 하고 주말은 2020년 5월 30일부터 기준으로 한다.
- 명절에는 오전 6시부터 방송·편성된다.

### 평일
| 방송 채널 | 방송 기간                          | 방송 시간                                                                       |
| --------- | ---------------------------------- | ------------------------------------------------------------------------------- |
| MBC TV    | 1981년 5월 25일 ~ 1981년 12월 11일 | 매주 평일 아침 7시 ~ 7시 50분 (50분)                                            |
| MBC TV    | 1981년 12월 14일 ~ 1983년 9월 30일 | 매주 평일 아침 7시 ~ 7시 40분 (40분)                                            |
| MBC TV    | 1983년 10월 3일 ~ 1984년 4월 6일   | 매주 평일 아침 7시 ~ 7시 50분 (50분)                                            |
| MBC TV    | 1984년 4월 9일 ~ 1987년 4월 3일    | 매주 평일 아침 7시 ~ 7시 45분 (45분)                                            |
| MBC TV    | 1987년 4월 6일 ~ 1991년 4월 19일   | 매주 평일 아침 7시 ~ 7시 40분 (40분)                                            |
| MBC TV    | 1991년 4월 22일 ~ 1993년 5월 21일  | 매주 평일 아침 6시 ~ 8시 (2시간)                                                |
| MBC TV    | 1993년 5월 24일 ~ 1995년 4월 14일  | 매주 평일 아침 6시 ~ 7시 40분 (1시간 40분)                                      |
| MBC TV    | 1997년 5월 19일 ~ 1997년 10월 15일 | 매주 평일 아침 6시 ~ 7시 40분 (1시간 40분)                                      |
| MBC TV    | 1995년 4월 17일 ~ 1997년 3월 1일   | 매주 평일 아침 6시 ~ 7시 50분 (1시간 50분)                                      |
| MBC TV    | 1997년 10월 20일 ~ 2000년 5월 12일 | 매주 평일 아침 6시 ~ 7시 50분 (1시간 50분)                                      |
| MBC TV    | 2000년 5월 15일 ~ 2000년 10월 27일 | 매주 평일 아침 6시 ~ 6시 10분 (10분) 매주 평일 아침 6시 30분 ~ 8시 (1시간 30분) |
| MBC TV    | 2000년 10월 30일 ~ 2001년 8월 17일 | 매주 평일 아침 6시 ~ 7시 50분 (1시간 50분)                                      |
| MBC TV    | 2001년 8월 20일 ~ 2002년 3월 29일  | 매주 평일 아침 6시 ~ 7시 40분 (1시간 40분)                                      |
| MBC TV    | 2002년 4월 1일 ~ 2006년 4월 28일   | 매주 평일 아침 6시 ~ 8시 (2시간)                                                |
| MBC TV    | 2006년 5월 1일 ~ 현재              | 매주 평일 아침 6시 ~ 7시 50분 (1시간 50분)                                      |

### 주말
| 방송 채널 | 방송 기간                          | 방송 시간                                                                           |
| --------- | ---------------------------------- | ----------------------------------------------------------------------------------- |
| MBC TV    | 1981년 5월 30일 ~ 1981년 12월 14일 | 매주 토요일 아침 7시 ~ 7시 50분 (50분) 일요일 아침 7시 ~ 8시 (1시간)                |
| MBC TV    | 1981년 12월 20일 ~ 1982년 2월 14일 | 매주 토요일 아침 7시 ~ 7시 40분 (40분) 일요일 아침 7시 ~ 8시 (1시간)                |
| MBC TV    | 1982년 2월 20일 ~ 1982년 10월 17일 | 매주 주말 아침 7시 ~ 7시 40분 (40분)                                                |
| MBC TV    | 1982년 10월 23일 ~ 1983년 6월 26일 | 매주 토요일 아침 7시 ~ 7시 40분 (40분) 일요일 아침 7시 ~ 7시 30분 (30분)            |
| MBC TV    | 1983년 7월 2일 ~ 1983년 10월 2일   | 매주 토요일 아침 7시 ~ 7시 40분 (40분) 일요일 아침 7시 20분 ~ 8시 (40분)            |
| MBC TV    | 1983년 10월 8일 ~ 1984년 4월 8일   | 매주 토요일 아침 7시 ~ 7시 50분 (50분) 일요일 아침 7시 20분 ~ 8시 (40분)            |
| MBC TV    | 1984년 4월 14일 ~ 1987년 4월 5일   | 매주 토요일 아침 7시 ~ 7시 45분 (45분) 일요일 아침 7시 20분 ~ 8시 (40분)            |
| MBC TV    | 1987년 4월 11일 ~ 1987년 5월 15일  | 매주 토요일 아침 7시 ~ 7시 40분 (40분) 일요일 아침 7시 ~ 7시 20분 (20분)            |
| MBC TV    | 1987년 5월 21일 ~ 1991년 4월 20일  | 매주 토요일 아침 7시 ~ 7시 40분 (40분)                                              |
| MBC TV    | 1991년 4월 27일 ~ 1993년 5월 22일  | 매주 토요일 아침 6시 ~ 8시 (2시간)                                                  |
| MBC TV    | 1993년 5월 29일 ~ 1995년 4월 15일  | 매주 토요일 아침 6시 ~ 7시 40분 (1시간 40분)                                        |
| MBC TV    | 1997년 5월 19일 ~ 1997년 10월 18일 | 매주 토요일 아침 6시 ~ 7시 40분 (1시간 40분)                                        |
| MBC TV    | 1995년 4월 22일 ~ 1997년 3월 1일   | 매주 토요일 아침 6시 ~ 7시 50분 (1시간 50분)                                        |
| MBC TV    | 1997년 10월 25일 ~ 2000년 5월 13일 | 매주 토요일 아침 6시 ~ 7시 50분 (1시간 50분)                                        |
| MBC TV    | 2000년 5월 20일 ~ 2000년 6월 17일  | 매주 토요일 아침 6시 ~ 6시 10분 (10분) 매주 토요일 아침 6시 30분 ~ 8시 (1시간 30분) |
| MBC TV    | 2000년 6월 24일 ~ 2000년 10월 28일 | 매주 토요일 아침 6시 ~ 6시 30분 (30분) 매주 토요일 아침 6시 30분 ~ 8시 (1시간 30분) |
| MBC TV    | 2000년 11월 4일 ~ 2001년 4월 21일  | 매주 토요일 아침 6시 ~ 7시 55분 (1시간 55분)                                        |
| MBC TV    | 2001년 4월 28일 ~ 2001년 8월 18일  | 매주 토요일 아침 6시 ~ 7시 50분 (1시간 50분)                                        |
| MBC TV    | 2001년 8월 25일 ~ 2003년 11월 1일  | 매주 토요일 아침 6시 ~ 7시 40분 (1시간 40분)                                        |
| MBC TV    | 2010년 7월 24일 ~ 2016년 4월 2일   | 매주 토요일 아침 6시 ~ 7시 40분 (1시간 40분)                                        |
| MBC TV    | 2016년 11월 5일 ~ 2017년 4월 1일   | 매주 토요일 아침 6시 ~ 7시 40분 (1시간 40분)                                        |
| MBC TV    | 2018년 3월 31일 ~ 2020년 5월 23일  | 매주 토요일 아침 6시 ~ 7시 40분 (1시간 40분)                                        |
| MBC TV    | 2003년 11월 8일 ~ 2009년 11월 21일 | 매주 토요일 아침 6시 ~ 7시 45분 (1시간 45분)                                        |
| MBC TV    | 2009년 11월 28일 ~ 2010년 7월 17일 | 매주 토요일 아침 6시 ~ 7시 35분 (1시간 35분)                                        |
| MBC TV    | 2016년 4월 9일 ~ 2016년 10월 29일  | 매주 토요일 아침 6시 ~ 7시 30분 (1시간 30분)                                        |
| MBC TV    | 2017년 4월 15일 ~ 2018년 3월 24일  | 매주 토요일 아침 6시 ~ 7시 30분 (1시간 30분)                                        |
| MBC TV    | 2020년 5월 30일 ~ 현재             | 매주 토요일 아침 6시 ~ 7시 20분 (1시간 20분)                                        |

## 앵커
- 현재 앵커 중 평일에는 남성은 2025년 2월 24일부터, 여성은 2025년 5월 1일부터 기준으로 하고 토요일에는 2025년 3월 1일부터 기준으로 한다.
- 명절에는 앵커 2명 중 1명이 진행한다.

### 평일
| 기수 | 진행자 | 진행자    | 진행 기간                           | 비고                 |
| 기수 | 남성   | 여성      | 진행 기간                           | 비고                 |
| ---- | ------ | --------- | ----------------------------------- | -------------------- |
| 1기  | 최우철 | 빈칸      | 1981년 5월 25일 ~ 1984년 10월 21일  |                      |
| 2기  | 최우철 | 박영선    | 1984년 10월 22일 ~ 1985년 일자 미상 |                      |
| 3기  | 최우철 | 김수정    | 1985년 일자 미상 ~ 1991년 4월 21일  |                      |
| 4기  | 최우철 | 정혜정    | 1991년 4월 22일 ~ 1992년 9월 6일    |                      |
| 5기  | 최우철 | 오은실    | 1992년 9월 7일 ~ 1993년 4월 11일    |                      |
| 6기  | 김영일 | 오은실    | 1993년 4월 12일 ~ 1993년 10월 15일  |                      |
| 7기  | 신동호 | 박영선    | 1993년 10월 18일 ~ 1994년 4월 8일   | [ 1 ]                |
| 8기  | 권재홍 | 황선숙    | 1994년 4월 11일 ~ 1994년 10월 14일  |                      |
| 9기  | 손석희 | 김지은    | 1994년 10월 17일 ~ 1995년 4월 14일  |                      |
| 10기 | 손석희 | 최율미    | 1995년 4월 17일 ~ 1996년 10월 18일  |                      |
| 11기 | 손석희 | 故 김태희 | 1996년 10월 21일 ~ 1997년 2월 28일  |                      |
| 12기 | 최우철 | 하지은    | 1997년 3월 3일 ~ 1997년 10월 3일    | [ 2 ]                |
| 13기 | 최우철 | 최율미    | 1997년 10월 6일 ~ 1997년 11월 28일  | [ 3 ]                |
| 14기 | 최우철 | 백지연    | 1997년 12월 1일 ~ 1998년 9월 18일   |                      |
| 15기 | 신경민 | 백지연    | 1998년 9월 21일 ~ 1999년 3월 19일   |                      |
| 16기 | 신경민 | 김주하    | 1999년 3월 22일 ~ 1999년 4월 23일   |                      |
| 17기 | 손석희 | 김주하    | 1999년 4월 26일 ~ 1999년 10월 15일  |                      |
| 18기 | 김성수 | 김주하    | 1999년 10월 18일 ~ 2000년 5월 12일  |                      |
| 19기 | 권재홍 | 김주하    | 2000년 5월 15일 ~ 2000년 10월 27일  | [ 5 ]                |
| 20기 | 황헌   | 김은혜    | 2000년 10월 30일 ~ 2001년 8월 18일  | [ 7 ]                |
| 21기 | 황헌   | 이언주    | 2001년 8월 20일 ~ 2003년 4월 26일   |                      |
| 22기 | 김세용 | 이언주    | 2003년 4월 28일 ~ 2003년 10월 11일  |                      |
| 23기 | 김세용 | 김소영    | 2003년 10월 13일 ~ 2004년 4월 3일   | [ 9 ]                |
| 24기 | 정연국 | 김은혜    | 2004년 4월 5일 ~ 2006년 8월 4일     | [ 11 ]               |
| 25기 | 정연국 | 이정민    | 2006년 8월 7일 ~ 2007년 6월 29일    |                      |
| 26기 | 박상권 | 이정민    | 2007년 7월 2일 ~ 2009년 4월 24일    |                      |
| 27기 | 박상권 | 지영은    | 2009년 4월 27일 ~ 2010년 6월 4일    |                      |
| 28기 | 박상권 | 손정은    | 2010년 6월 7일 ~ 2011년 5월 27일    |                      |
| 29기 | 박성호 | 손정은    | 2011년 5월 30일 ~ 2012년 1월 25일   |                      |
| 30기 | 정연국 | 빈칸      | 2012년 1월 26일 ~ 2012년 4월 6일    | [ 13 ]               |
| 31기 | 정연국 | 이혜민    | 2012년 4월 9일 ~ 2012년 4월 27일    |                      |
| 32기 | 박승진 | 이혜민    | 2012년 4월 30일 ~ 2012년 12월 31일  |                      |
| 33기 | 이주승 | 이혜민    | 2013년 1월 1일 ~ 2013년 7월 26일    | [ 14 ]               |
| 34기 | 이상현 | 이혜민    | 2013년 8월 5일 ~ 2013년 11월 15일   |                      |
| 35기 | 이상현 | 임현주    | 2013년 11월 18일 ~ 2015년 11월 6일  | [ 16 ] [ 17 ]        |
| 36기 | 박재훈 | 김소영    | 2015년 11월 9일 ~ 2016년 10월 7일   | [ 18 ] [ 19 ]        |
| 37기 | 박재훈 | 김민형    | 2016년 10월 10일 ~ 2017년 8월 11일  | [ 20 ] [ 21 ]        |
| 38기 | 김민호 | 김민형    | 2017년 8월 14일 ~ 2017년 12월 25일  |                      |
| 39기 | 김민호 | 빈칸      | 2017년 9월 28일 ~ 2017년 12월 8일   | [ 22 ]               |
| 40기 | 빈칸   | 김민형    | 2017년 12월 11일 ~ 2017년 12월 25일 | [ 23 ] [ 24 ]        |
| 41기 | 박경추 | 임현주    | 2017년 12월 26일 ~ 2018년 7월 13일  | [ 26 ]               |
| 42기 | 전종환 | 김수지    | 2018년 7월 16일 ~ 2020년 6월 26일   |                      |
| 43기 | 김상호 | 양윤경    | 2020년 6월 29일 ~ 2021년 4월 9일    |                      |
| 44기 | 이휘준 | 정다희    | 2021년 4월 12일 ~ 2023년 4월 28일   | [ 29 ] [ 30 ] [ 31 ] |
| 45기 | 이휘준 | 이선영    | 2023년 5월 1일 ~ 2025년 2월 21일    | [ 32 ]               |
| 46기 | 손령   | 이선영    | 2025년 2월 24일 ~ 2025년 4월 30일   |                      |
| 47기 | 손령   | 정슬기    | 2025년 5월 1일 ~ 현재               | [ 33 ] [ 34 ]        |

### 주말
| 기수 | 진행자 | 진행자 | 진행 기간                           | 비고                 |
| 기수 | 남성   | 여성   | 진행 기간                           | 비고                 |
| ---- | ------ | ------ | ----------------------------------- | -------------------- |
| 1기  | 빈칸   | 조일수 | 1993년 4월 17일 ~ 1993년 10월 17일  |                      |
| 2기  | 빈칸   | 박영선 | 1993년 10월 23일 ~ 1995년 4월 16일  |                      |
| 3기  | 빈칸   | 이주연 | 1995년 10월 21일 ~ 1996년 8월 18일  |                      |
| 4기  | 빈칸   | 이주연 | 1996년 11월 16일 ~ 1997년 11월 30일 | [ 35 ] [ 36 ]        |
| 5기  | 빈칸   | 김은혜 | 1997년 12월 6일 ~ 1998년 4월 19일   |                      |
| 6기  | 빈칸   | 박나림 | 1998년 4월 25일 ~ 1998년 9월 13일   |                      |
| 7기  | 빈칸   | 김은주 | 1998년 9월 19일 ~ 1999년 12월 26일  |                      |
| 8기  | 빈칸   | 정혜정 | 2000년 1월 1일 ~ 2000년 5월 13일    | [ 38 ]               |
| 9기  | 홍은철 | 박영선 | 2000년 5월 14일 ~ 2000년 10월 29일  | [ 39 ]               |
| 10기 | 빈칸   | 박영선 | 2000년 11월 4일 ~ 2001년 4월 22일   |                      |
| 11기 | 왕종명 | 김수진 | 2005년 4월 23일 ~ 2007년 3월 11일   |                      |
| 12기 | 김병헌 | 장미일 | 2007년 3월 17일 ~ 2008년 3월 23일   |                      |
| 13기 | 현원섭 | 신기원 | 2008년 3월 29일 ~ 2009년 5월 3일    |                      |
| 14기 | 김정호 | 오해정 | 2009년 5월 9일 ~ 2010년 6월 6일     |                      |
| 15기 | 전종환 | 문지애 | 2010년 6월 12일 ~ 2011년 4월 10일   |                      |
| 16기 | 전종환 | 이진   | 2011년 4월 16일 ~ 2011년 10월 2일   |                      |
| 17기 | 김나진 | 이진   | 2011년 10월 8일 ~ 2011년 11월 27일  |                      |
| 18기 | 최대현 | 양승은 | 2011년 12월 3일 ~ 2012년 1월 22일   |                      |
| 19기 | 정희석 | 유선경 | 2012년 5월 19일 ~ 2012년 9월 9일    |                      |
| 20기 | 김나진 | 유선경 | 2012년 9월 15일 ~ 2012년 10월 7일   | [ 43 ]               |
| 21기 | 김나진 | 강다솜 | 2012년 10월 13일 ~ 2013년 11월 17일 |                      |
| 22기 | 김나진 | 박연경 | 2013년 11월 23일 ~ 2017년 4월 2일   | [ 46 ] [ 47 ]        |
| 23기 | 최대현 | 임현주 | 2017년 4월 15일 ~ 2017년 8월 13일   | [ 49 ] [ 50 ]        |
| 24기 | 최대현 | 정다희 | 2017년 8월 19일 ~ 2017년 12월 24일  |                      |
| 25기 | 김민호 | 빈칸   | 2017년 10월 14일 ~ 2017년 12월 3일  | [ 22 ]               |
| 26기 | 빈칸   | 김민형 | 2017년 12월 9일 ~ 2017년 12월 24일  | [ 24 ]               |
| 27기 | 김나진 | 박연경 | 2017년 12월 30일 ~ 2018년 3월 25일  | [ 53 ] [ 54 ] [ 55 ] |
| 28기 | 김대호 | 박연경 | 2018년 3월 31일 ~ 2018년 9월 9일    | [ 56 ]               |
| 29기 | 오승훈 | 김수지 | 2018년 9월 15일 ~ 2018년 9월 30일   | [ 59 ]               |
| 30기 | 오승훈 | 차예린 | 2018년 10월 6일 ~ 2019년 2월 3일    |                      |
| 31기 | 장인수 | 김지경 | 2019년 2월 9일 ~ 2020년 5월 24일    | [ 60 ] [ 61 ]        |
| 32기 | 강재형 | 빈칸   | 2020년 5월 30일 ~ 2021년 12월 26일  |                      |
| 33기 | 빈칸   | 정슬기 | 2022년 1월 1일 ~ 2024년 1월 7일     |                      |
| 34기 | 김준상 | 빈칸   | 2024년 1월 13일 ~ 2024년 7월 14일   | [ 62 ]               |
| 35기 | 오승훈 | 빈칸   | 2024년 7월 20일 ~ 2025년 2월 23일   | [ 64 ] [ 65 ]        |
| 36기 | 빈칸   | 박소영 | 2025년 3월 1일 ~ 현재               | [ 67 ]               |

## 기상 캐스터

### 평일
- 박하명 MBC 기상 캐스터

### 토요일
- 금채림 MBC 기상 캐스터

## 코너

### 방영 코너

#### 평일

##### 1부
| 코너명           | 진행자                     | 비고 |
| ---------------- | -------------------------- | ---- |
| 오늘의 주요 뉴스 | 손령 기자, 정슬기 아나운서 |      |
| 날씨             | 박하명 기상 캐스터         |      |

###### 오늘의 주요 뉴스
헤드라인 코너.

###### 날씨
기상 정보 코너.

##### 2부
| 코너명           | 진행자                     | 비고   |
| ---------------- | -------------------------- | ------ |
| 미리 보는 오늘   | 손령 기자                  |        |
| 오늘 아침 신문   | 손령 기자, 정슬기 아나운서 |        |
| 투데이 와글와글  | 박선영 리포터              |        |
| 오늘의 주요 뉴스 | 손령 기자, 정슬기 아나운서 |        |
| 이 시각 세계     | 유선경 아나운서            |        |
| 와글와글 플러스  | 정슬기 아나운서            |        |
| 문화 연예 플러스 | 김옥영 리포터              |        |
| 비즈 & 트렌드    |                            | [ 68 ] |
| 뉴스 속 경제     | 이성일 기자                | [ 69 ] |
| 기후 환경 리포트 | 현인아 기자                | [ 70 ] |
| 오늘의 미국 증시 | 안예은 신영증권 연구원     |        |
| 날씨             | 박하명 기상 캐스터         |        |
| 클로징           | 손령 기자, 정슬기 아나운서 |        |

###### 미리 보는 오늘
아침 브리핑 코너. 손령 기자가 진행한다.

###### 오늘 아침 신문
조간 뉴스 코너.

###### 투데이 와글와글
SNS에서 있었던 소식들을 전달하는 코너. 박선영 리포터가 진행한다.

###### 오늘의 주요 뉴스
헤드라인 코너.

###### 이 시각 세계
국제 뉴스 코너. 유선경 아나운서가 진행한다.

###### 와글와글 플러스
화제 뉴스 코너. 정슬기 아나운서가 진행한다.

###### 문화 연예 플러스
연예 뉴스 코너. 김옥영 리포터가 진행한다.

###### 비즈 & 트렌드
생활 정보 뉴스 코너. 월요일에만 진행한다.

###### 뉴스 속 경제
경제 뉴스 코너. 이성일 기자가 진행하며 월요일에만 진행한다.

###### 기후 환경 리포트
환경 뉴스 코너. 현인아 기자가 진행하며 목요일에만 진행한다.

###### 오늘의 미국 증시
미국 증시 시황 코너. 안예은 신영증권 연구원이 진행한다.

###### 날씨
기상 정보 코너.

#### 토요일
| 코너명           | 진행자             | 비고 |
| ---------------- | ------------------ | ---- |
| 오늘의 주요 뉴스 | 박소영 아나운서    |      |
| 날씨             | 금채림 기상 캐스터 |      |
| 클로징           | 박소영 아나운서    |      |

###### 오늘의 주요 뉴스
헤드라인 코너.

###### 날씨
기상 정보 코너.

### 종영 코너
| 코너명       | 진행자                   | 비고   |
| ------------ | ------------------------ | ------ |
| 스마트 리빙  | 정슬기 아나운서          |        |
| 세 가지 경제 | 염규현 기자, 양효걸 기자 | [ 71 ] |

###### 스마트 리빙
생활 정보 코너. 정슬기 아나운서가 진행했다.

###### 세 가지 경제
경제 뉴스 코너. 염규현 기자, 양효걸 기자가 진행했으며 화요일부터 목요일에만 진행했다.

## 타이틀 변천사
1981년 5월 25일부터 여러 차례 변화를 거쳐서 시대 흐름에 따라 프로그램 명칭과 형식이 달라졌다.
| 기수 | 프로그램 타이틀                 | 방송 기간                          |
| ---- | ------------------------------- | ---------------------------------- |
| 1기  | MBC 뉴스쇼                      | 1981년 5월 25일 ~ 1984년 10월 21일 |
| 2기  | 여기는 MBC                      | 1984년 10월 22일 ~ 1991년 4월 20일 |
| 3기  | MBC 뉴스와이드                  | 1991년 4월 22일 ~ 1995년 4월 15일  |
| 4기  | MBC 뉴스투데이                  | 1995년 4월 17일 ~ 1996년 10월 19일 |
| 5기  | MBC 뉴스 굿모닝 코리아          | 1996년 10월 21일 ~ 1999년 4월 17일 |
| 6기  | MBC 아침뉴스 2000               | 1999년 4월 19일 ~ 2000년 5월 13일  |
| 7기  | MBC 아침뉴스 피자의 아침 1, 2부 | 2000년 5월 15일 ~ 2000년 10월 28일 |
| 8기  | MBC 아침뉴스                    | 2000년 10월 30일 ~ 2002년 3월 30일 |
| 9기  | MBC 뉴스투데이                  | 2002년 4월 1일 ~ 현재              |

## 지역 방송국 프로그램
- 평일 오전 7시 20분부터 지역 뉴스를 방송·편성한다.
- 2010년대까지는 토요일에도 지역 뉴스를 방송·편성했지만 현재는 방송·편성하지 않는다.
- MBC 경남 TV는 월요일부터 목요일에는 지역 자체 방송 클로징으로 뉴스를 마치고 금요일에는 본사 뉴스 클로징으로 뉴스를 마친다.
- 춘천MBC TV, 원주MBC TV, MBC 강원영동 TV, 여수MBC TV는 본사 뉴스 클로징으로 뉴스를 마친다.

| 방송 채널                                                                                               | 방송 권역                          | 프로그램                                | 진행자         |
| --- | ---------------------------------- | --------------------------------------- | -------------- |
| 춘천MBC TV 원주MBC TV(DMB TV에서는 춘천 프로그램 편성) MBC 강원영동 TV(DMB TV에서는 춘천 프로그램 편성) | 강원특별자치도                     | MBC 뉴스투데이 강원                     | 김나연         |
| 대전MBC TV                                                                                              | 대전광역시 세종특별자치시 충청남도 | MBC 뉴스투데이 대전·세종·충남           | 한주희         |
| MBC 충북 TV(DMB TV에서는 대전 프로그램 편성)                                                            | 충청북도                           | MBC 뉴스투데이 충북                     | 구본상         |
| 광주MBC TV                                                                                              | 광주광역시                         | MBC 뉴스투데이 광주·전남                | 연빛나         |
| 목포MBC TV(DMB TV에서는 광주 프로그램 편성)                                                             | 전라남도                           | MBC 뉴스투데이 목포·전남                | 최다훈         |
| 여수MBC TV(DMB TV에서는 광주 프로그램 편성)                                                             | 전라남도                           | MBC 뉴스투데이 전남동부권               | 김진호         |
| 전주MBC TV(DMB TV에서는 광주 프로그램 편성)                                                             | 전북특별자치도                     | MBC 뉴스투데이 전북권뉴스               | 이영래         |
| 대구MBC TV                                                                                              | 대구광역시                         | MBC 뉴스투데이 대구·경북                | 이동훈, 김혜숙 |
| 안동MBC TV(DMB TV에서는 대구 프로그램 편성)                                                             | 경상북도                           | MBC 뉴스투데이 경북                     | 김민영         |
| 포항MBC TV(DMB TV에서는 대구 프로그램 편성)                                                             | 경상북도                           | MBC 뉴스투데이 포항·경주·영덕·울진·울릉 | 황이서         |
| 부산MBC TV                                                                                              | 부산광역시                         | MBC 뉴스투데이 부산                     | 안희성         |
| MBC 경남 TV(DMB TV에서는 부산 프로그램 편성)                                                            | 경상남도                           | MBC 뉴스투데이 경남                     | 백근곤         |
| 울산MBC TV(DMB TV에서는 부산 프로그램 편성)                                                             | 울산광역시                         | MBC 뉴스투데이 울산                     | 이관열         |
| 제주MBC TV                                                                                              | 제주특별자치도                     | MBC 뉴스투데이 제주                     | 윤상범         |

## 편성 변경
- 2022년 6월 2일 : 《6.1 지방 선거 선택 2022》 편성으로 인해 오전 7시부터 방송·편성
- 2024년 7월 29일 ~ 2024년 8월 8일 : 2부 - 《생방송 오늘아침》 편성으로 인해 20분 단축 편성
- 2024년 8월 2일 ~ 2024년 8월 9일 : 2부 - 《나를 살리는 1교시》 편성으로 인해 20분 단축 편성

## 결방
- 2017년 4월 8일 : 《2017 MLB 류현진 선발 경기》 중계 방송으로 인해 결방

## 방송 사고
- 2007년 5월 12일 토요일 방송에서는 뉴스 투데이 방송 시작부터 김병헌 앵커가 주요 뉴스를 소개하면서 말을 계속 더듬자 이를 지켜보던 장미일 앵커가 억지로 웃음을 참지만 계속 김병헌 앵커가 말을 더듬자 소리 없이 웃다가 결국 장미일 앵커가 마지막 주요 뉴스 소개에서 웃음보를 터트렸다. 직후 두 진행자 모두 몇 초 동안 당황하다가 결국 김병헌 앵커가 첫 소식을 전하는 것으로 마무리되었다. 이후 당일 뉴스 진행이 모두 끝난 뒤 클로징 멘트에 장미일 앵커가 정식으로 사과 멘트를 했다. 한편 이 사건으로 장미일 앵커를 사이에 두고 네티즌들 간의 엇갈린 반응을 보였다. 또한 해당 사건은 한국, 중국 포털사이트에서도 화제가 되었다.[72]
- 2009년 4월 9일 목요일 방송에서는 편집이 덜된 보도 화면을 내보내다 칼라바(화면 조정 영상)가 등장하자 화면을 급히 스튜디오로 전환하는 방송사고가 발생했다. 이때 다음 꼭지를 전해야 되는 이정민 아나운서는 거울을 보며 화장 상태를 점검하고 있었는데, 화면이 급히 자신을 향해 전환되자 테이블에 그대로 거울을 놓고 다음 소식을 진행하였다. 이후 이정민 아나운서는 다음 날 연세대학교 신촌캠퍼스에서 열린 '2009 방송 분야 취업 설명회'에 참석하여 방송사고와 관련해 '화면을 비추는 앵커가 수시로 외모를 점검하는 것은 지극히 상식적인 일'이라고 해명하였다.[73]

## 논란
- 전국민주노동조합총연맹 소속 언론노조가 주도한 MBC 총파업이 진행 중이던 2017년 12월 25일, MBC 보도본부는 뉴스 제작 인력이 언론노조 총파업으로 인해 대폭 감소하자 《MBC 뉴스투데이》, 《MBC 이브닝 뉴스》에 대해 녹화 방송으로 제작하겠다는 방침을 밝혔다. 이에 두 뉴스 프로그램에 출연하던 리포터, 작가, 프리랜서 아나운서 등 10명이 집단으로 퇴사하는 사건이 벌어졌는데 "MBC 측이 뉴스의 정체성을 흔드는 사전 제작 뉴스까지 강행한 것에 대해 방송인으로서 더 이상은 인내할 수 없다"라는 뜻을 밝힌 것으로 알려졌다.[74]

## 경쟁 프로그램
- KBS 뉴스광장 (KBS 1TV)
- KBS 아침뉴스타임 (KBS 2TV)
- 모닝와이드 1, 2부 (SBS TV)
- 아침& (JTBC)
- 굿모닝 MBN (MBN)
- TV조선 뉴스퍼레이드 (TV조선)
- 뉴스오늘 (연합뉴스TV)
- 출발 600 (연합뉴스TV)
- YTN 뉴스START (YTN)